# Cá ngựa Fisher
Cá ngựa Fisher (danh pháp hai phần: Hippocampus fisheri) là một loài cá ngựa trong họ Syngnathidae. Nó được tìm thấy ở quần đảo Hawaii, có thể ở Úc và có thể New Caledonia.